# 米子がいな祭
米子がいな祭（よなごがいなまつり）は、鳥取県米子市で開催される夏祭り。「がいな」とは、当地の方言で「大きい」を意味する。

## 期間
8月第3土・日曜日の2日間。かつては7月最終土日もしくは8月第1土日であった。
第30回以降、近隣市内で開催される祭（松江市：水郷祭　境港市：みなと祭）との日程重複を避けるため、毎年日程協議が行われるため、年度により開催日は異なる。

## 会場
- 鳥取県道28号米子停車場線 - メインストリート。駅前ステージが設置される。
- 米子市文化ホール多目的広場
- 米子駅前だんだん広場 - がいなステージとも呼ばれる。
- 本通り商店街（1日目のみ）
- 米子える・もーる商店街（1日目のみ）
- 湊山公園（2日目のみ） - 花火大会の花火を見る人でにぎわう。ステージが設置され、そこでBSSラジオが生放送を行う。またがいな太鼓の演奏も行われる。
- 米子コンベンションセンター（2日目のみ）
- 米子市公会堂前庭（開催日の前日のみ） - 前夜祭としてがいな万灯を行う。

## 内容

### がいな万灯
自衛隊米子駐屯地が秋田駐屯地に研修のため、竿燈に参加したことをきっかけに、記念に広め始めたものとされている。しかし、本家の秋田市竿燈祭り実行委員会から再三の注意を受け、「お囃子」「提灯」などを変更し、海外公演をしない条件の念書を受けて、実行されているものである。（竿燈を参照）

### 花火大会
2日目の夜に、米子港で5~7,000発の花火が打ち上げられる。

## 放送
中海テレビ放送で、初日の模様が生放送される。また、山陰放送でダイジェストが放送される。

## 交通規制
がいな祭り開催中は駅前ステージ（メインステージ）となる鳥取県道28号米子停車場線はじめ、市役所周辺の道路（１日目のみ）、花火大会が行われる２日目はそれに加えて花火が打ち上げられる米子港周辺や湊山公園周辺の道路が車両通行止めとなる。